# Erhard Jauck
Erhard Jauck (* 24. März 1940 in Halle (Saale)) ist ein deutscher Jurist, politischer Beamter und ehemaliger Staatssekretär (CDU).

## Leben
Erhard Jauck wurde in Halle an der Saale geboren, 1953 floh seine Familie nach Gießen. 1961 machte er dort sein Abitur und absolvierte anschließend ein Studium der Rechtswissenschaft in Marburg. 1967 und 1970 legte er die juristischen Staatsexamen ab.
Seit 1971 arbeitete Jauck im Bundesministerium des Innern. Zunächst als Referent der Umweltabteilung, ab 1973 unter Hans-Dietrich Genscher im Ministerbüro sowie unter Gerhart Baum als Leiter des Ministerbüros. Von 1982 bis 1988 leitete er das Haushaltsreferat, 1990 entsandte der damalige Innenminister Wolfgang Schäuble Jauck als Berater nach Ost-Berlin. Im Januar 1992 wurde er Abteilungsleiter Verwaltungsorganisation, Kommunalwesen, Statistik und Geschäftsstelle Arbeitsstab Berlin/Bonn.
1995 berief Angela Merkel Erhard Jauck zum Staatssekretär im Bundesministerium für Umwelt, Naturschutz und Reaktorsicherheit. Er amtierte bis zum Regierungswechsel 1998 und war anschließend als Rechtsanwalt tätig. Von 2000 bis 2012 war Jauck Vorsitzender des Vorstands der Stiftung Bundeskanzler-Adenauer-Haus.
Er ist verheiratet, hat zwei Kinder und lebt in Sankt Augustin.

## Ehrungen
- 2014: Bundesverdienstkreuz 1. Klasse